# کروهنکیت
کروهنکیت  (به انگلیسی: KrohnKite) با فرمول شیمیایی Na2Cu[SO4]2.2H2O از مجموعه کانی هاست و کانی مشابه آن کالکانتیت است. از نام اولین تجزیه‌کننده آن B.Krohnke گرفته شده‌است. درآب محلول است. Na2O:۱۸٫۳۶٪  CuO:۲۳٫۵۶٪  SO۳:۴۷٫۴۱٪  H2O:۱۰٫۶۷٪  برای اولین بار در شیلی کشف شد و از نظر شکل بلور: منشوری - پسودواکتائدر، رنگ: آبی تا آبی روشن، شفافیت: شفاف - نیمه شفاف، شکستگی: صدفی، جلا: شیشه ای، رخ: کامل - مطابق با، سیستم تبلور: مونوکلینیک و در رده‌بندی سولفات است  و منشأ تشکیل آن ثانوی است.
همایند کانی‌شناسی (پارانژ) آن کالکانتیت- کالکانتیت- آتاکامیت- آنتلریت و غیره است
، از نظر ژیزمان بلوری - آگرگاتهای رشته‌ای و حفره‌ای گاه دانه‌ای یا توده‌ای تقریباْ کمیاب است و بیشتر در شیلی یافت می‌شود.

## منبع
- پردیس کشاورزی ایران